# Mesotrosta ignobilis
Mesotrosta ignobilis är en fjärilsart som beskrevs av Charles Boursin 1954. Mesotrosta ignobilis ingår i släktet Mesotrosta och familjen nattflyn. Inga underarter finns listade i Catalogue of Life.